# Hong Kong Tennis Classic 2011
L'Hong Kong Tennis Classic 2011 è stato un torneo di tennis giocato sul cemento. È stata la 13ª edizione del torneo, che non fa parte del WTA Tour, ma è solo una esibizione in preparazione dell'Australian Open. Si è giocato a Hong Kong in Cina, dal 5 all'8 gennaio 2011.
La formula del torneo prevedeva 4 gruppi zonali composti da 3 elementi ciascuno:Team Americas, Team Asia-Pacific, Team Europe e Team Russia. Ogni sfida tra i gruppo prevedeva 3 match di singolare e uno di doppio.

## Squadre
| Squadra           | Giocatori                                           |
| ----------------- | --------------------------------------------------- |
| Team Americas     | Venus Williams Melanie Oudin John McEnroe           |
| Team Asia-Pacific | Li Na Zhang Ling Mark Philippoussis                 |
| Team Europe       | Caroline Wozniacki Aravane Rezaï Stefan Edberg      |
| Team Russia       | Vera Zvonarëva Marija Kirilenko Evgenij Kafel'nikov |

## Tabellone
|  | Semifinali        | Semifinali        | Semifinali        | Semifinali        | Semifinali |  |  | Finale Gruppo Oro     | Finale Gruppo Oro | Finale Gruppo Oro | Finale Gruppo Oro | Finale Gruppo Oro |  |
|  |                   |                   |                   |                   |            |  |  |                       |                   |                   |                   |                   |  |
|  | Team Europe       | Team Europe       | Team Europe       | Team Europe       | 4          |  |  |                       |                   |                   |                   |                   |  |
|  | Team Asia-Pacific | Team Asia-Pacific | Team Asia-Pacific | Team Asia-Pacific | 0          |  |  | Team Europe           | Team Europe       | Team Europe       | Team Europe       | 1                 |  |
|  | Team Russia       | Team Russia       | Team Russia       | Team Russia       | 4          |  |  | Team Russia           | Team Russia       | Team Russia       | Team Russia       | 3                 |  |
|  | Team Americas     | Team Americas     | Team Americas     | Team Americas     | 0          |  |  |                       |                   |                   |                   |                   |  |
|  |                   |                   |                   |                   |            |  |  |                       |                   |                   |                   |                   |  |
|  |                   |                   |                   |                   |            |  |  | Finale Gruppo Argento |                   |                   |                   |                   |  |
|  |                   |                   |                   |                   |            |  |  |                       |                   |                   |                   |                   |  |
|  |                   |                   |                   |                   |            |  |  | Team Asia-Pacific     | Team Asia-Pacific | Team Asia-Pacific | Team Asia-Pacific | 24                |  |
|  |                   |                   |                   |                   |            |  |  | Team Americas         | Team Americas     | Team Americas     | Team Americas     | 210               |  |

### Finale Gruppo Oro: Team Europa vs. Team Russia
| Europa 1 | Centre Court, Victoria Park, Hong Kong 7 - 8 gennaio 2011 cemento | Centre Court, Victoria Park, Hong Kong 7 - 8 gennaio 2011 cemento    | Russia 3 |     |     |  |
| \| \| \| \| 1 \| 2 \| 3 \| \| \| - \| \| -------------------------------------------------------------------- \| --- \| --- \| --- \| \| \| 1 \| \| Aravane Rezaï Marija Kirilenko \| 3 6 \| 6 4 \| 3 6 \| \| \| 2 \| \| Stefan Edberg Evgenij Kafel'nikov \| 6 4 \| 6 0 \| \| \| \| 3 \| \| Caroline Wozniacki Vera Zvonarëva \| 1 6 \| 0 6 \| \| \| \| 4 \| \| Aravane Rezaï / Stefan Edberg Marija Kirilenko / Evgenij Kafel'nikov \| 4 6 \| 4 6 \| \| \| \| 5 \| \| \| \| \| \| \| |                                                                   |                                                                      |          |     |     |  |
| |                                                                   |                                                                      | 1        | 2   | 3   |  |
| 1 | Europa (bandiera) · Russia (bandiera)                             | Aravane Rezaï Marija Kirilenko                                       | 3 6      | 6 4 | 3 6 |  |
| 2 | Europa (bandiera) · Russia (bandiera)                             | Stefan Edberg Evgenij Kafel'nikov                                    | 6 4      | 6 0 |     |  |
| 3 | Europa (bandiera) · Russia (bandiera)                             | Caroline Wozniacki Vera Zvonarëva                                    | 1 6      | 0 6 |     |  |
| 4 | Europa (bandiera) · Russia (bandiera)                             | Aravane Rezaï / Stefan Edberg Marija Kirilenko / Evgenij Kafel'nikov | 4 6      | 4 6 |     |  |
| 5 | Europa (bandiera) · Russia (bandiera)                             |                                                                      |          |     |     |  |